# Lafuma
Ne doit pas être confondu avec Lafuma Mobilier.
Lafuma est un concepteur et fabricant français d'équipements de sport et de loisirs créé en 1930. Il est l'un des pionniers du matériel de sport de plein air.
C'est une société holding cotée en bourse de Paris contrôlée par le groupe suisse Calida.

## Historique

Ancien logo.

En 1936, Lafuma développe des sacs à dos à armature métalliques. 
En 1954, Lafuma se met au mobilier de camping.
En 1984, la société dépose le bilan, mais elle est reprise par Philippe Joffard, petit-fils d'un des fondateurs. En 1985, Lafuma se lance dans les sacs de couchage et les tentes de camping[réf. nécessaire], et en 1986, la société délocalise une partie de la production en Tunisie. En 1991, la marque se lance dans les vêtements. En 1992, la société délocalise en Hongrie.
En 1995 Lafuma reprend les marques Millet, ainsi que les bottes en caoutchouc Le Chameau, marque qu'elle cèdera fin 2012. En 1997, la marque est introduite au second marché de la bourse de Paris.
En 2004, Lafuma rachète  la marque de jeans Ober, puis, en 2005, la marque Oxbow. En 2006, pour la saison hiver 2006 - 2007), Lafuma s'associé à Thierry Mugler pour la création de lignes de vêtements d'hiver. En 2008, après un exercice comptable difficile, Lafuma engage la reprise de la marque Eider, pour un euro symbolique ; Eider ferme alors le site d'Éloise, gardant celui de Chavanod, et licencie 47 employés sur 102.
Bien que le groupe Lafuma ne soit plus une entreprise familiale en 2011 (la famille Lafuma disposant de 15 % des parts), Philippe Joffard, est encore le dirigeant du groupe. En 2013, celui-ci démissionne, et la famille cède sa participation de 15 % au groupe suisse Calida, propriétaire de la marque Aubade. En 2014, le groupe Calida augmente sa part dans le capital de 50,6 % à 60 %. En 2014, la marque publie un résultat net de 2,4 millions d'euros sur l’exercice 2015.

## Principaux actionnaires
En 2024:
| Calida Holding AG | 96,19% |
| Autodétention     | 12%    |

## Chiffre d'affaires
Les produits du groupe sont commercialisés sous les marques Lafuma,  Oxbow, Millet, Le Chameau et sous licence Killy.
Le chiffre d'affaires par famille de produits (en 2017) se répartit de la façon suivante (en millions d'euros) :
- montagne 95.66 (logé dans la filiale Millet Mountain Group)
- mobilier d’extérieur 37.97 (logé dans la filiale Lafuma Mobilier Anneyron)
- surf 26.78 (logé dans la filiale Oxbow)

Enfin, le groupe Lafuma dispose de huit sites de production : quatre en France, un en Hongrie, un en Tunisie, un au Maroc et un en Chine. Environ 60 % du chiffre d'affaires se fait sur le marché français. L'avenir reste néanmoins très tourné vers l'Asie avec plus de 140 points de vente en 2014.

## Sponsoring
L’enseigne sponsorise par exemple, la course de nuit SaintéLyon qui regroupe chaque année plus de 12 000 participants. En 2015, elle est remplacée par la marque japonaise Mizuno. 
Elle épaule aussi l’association UCPA en fournissant tous les équipements nécessaires aux moniteurs pour leurs randonnées pédestres. 
La marque s’est aussi associée en 2014, avec ViewRanger pour créer une application mobile pour randonneurs en montagne. 
Lafuma utilise parfois l'image de personnalités du sport ou du cinéma comme l'acteur cascadeur Karl E. Landler (en) pour représenter sa marque de vêtements.